# Бжеско (гмина)
Бжеско (пол. Brzesko) — городско-сельская гмина (волость) в Польше, входит как административная единица в Бжеский повет (Малопольское воеводство), Малопольское воеводство. Население — 35 406 человек (на 2004 год).

## Демография
| Перепись                       | Всего   | Всего | Женщины | Женщины | Мужчины | Мужчины |
| ------------------------------ | ------- | ----- | ------- | ------- | ------- | ------- |
| Единицы                        | человек | %     | человек | %       | человек | %       |
| Население                      | 35 406  | 100   | 18 033  | 50,9    | 17 373  | 49,1    |
| Плотность населения (чел./км²) | 345,2   | 345,2 | 175,8   | 175,8   | 169,4   | 169,4   |

## Сельские округа
1. Буче
2. Ядовники
3. Ясень
4. Мокшиска
5. Окоцим
6. Поремба-Спытковска
7. Стерковец
8. Щепанув
9. Воковице

## Соседние гмины
1. Гмина Бохня
2. Гмина Боженцин
3. Гмина Дембно
4. Гмина Гнойник
5. Гмина Новы-Виснич
6. Гмина Жезава
7. Гмина Щурова

## Известные уроженцы
- В с. Окоцим родился Новак, Юлиан (1865—1946) — польский политический и государственный деятель Второй Речи Посполитой, премьер-министр Польской Республики (с 31 июля 1922 по 14 декабря 1922 гг.), учёный—микробиолог, профессор, доктор наук, ректор Ягеллонского университета.